# Vita Merlini
Vita Merlini, o La vida de Merlín, es una obra del autor normando-galés Godofredo de Monmouth, escrita en latín alrededor del año 1150. Contiene acontecimientos de la vida del mago británico Merlín.
Merlín es descrito en el texto como un profeta. Hay una serie de episodios en los cuales pierde su mente y vive en los bosques como un animal salvaje, de manera semejante a la de Nabucodonosor en el Libro de Daniel. Es además el primer libro en hablar de Morgana, un personaje que, posteriormente, será muy importante en el ciclo artúrico.
Godofredo había escrito sobre Merlín en sus dos obras previas: las Prophetiae Merlini (Las profecías de Merlín) y la Historia Regum Britanniae (Historia de los reyes de Britania), en la que se refiere el primer vínculo que une a Merlín con el ciclo artúrico. La Vita Merlini, que apenas menciona a Arturo, presenta en cambio una imagen mucho más fiel a las tradiciones de Gales sobre Myrddin Wyllt, el arquetipo detrás de la figura del mago. Las historias narradas en el libro se desarrollan durante el siglo VI. La obra hace referencia a varios personajes de la época, incluyendo Gwenddoleu y Taliesin. Geoffrey intenta enlazar el conjunto de las historias con el correspondiente a su trabajo anterior mediante el propio personaje de Merlín, que dice haber estado con Arturo mucho antes.